# Axel Kählert
Axel Kählert (* 23. Dezember 1950 in Oschatz) ist ein ehemaliger deutscher Handballspieler.
Der Rückraumspieler spielte bis 1976 für den SC DHfK Leipzig. In den Spielzeiten 1974/75 sowie 1975/76 führte er die Oberliga-Torschützenliste an. Anschließend war er bis 1984 bei der SG Dynamo Halle-Neustadt aktiv.
Kählert stand im Aufgebot der Handballnationalmannschaft der Deutschen Demokratischen Republik (DDR), bei der Weltmeisterschaft der Herren 1974 wurde er mit der Mannschaft des Deutschen Handballverbandes der DDR Vizeweltmeister.
Von 1978 bis 1989 war Kählert hauptamtlicher Mitarbeiter der Bezirksverwaltung Halle des Ministeriums für Staatssicherheit (MfS) der DDR, zuletzt als Hauptmann, und erhielt für seine Arbeit drei Verdienstmedaillen.
Er war Vereinschef des Vereins „H-Alle für Olympia“, der im Rahmen der deutschen Olympiabewerbung für die Sommerspiele 2012 in Halle (Saale) tätig war; im April 2004 trat er nach dem Bekanntwerden der Mitarbeit beim MfS von diesem Posten zurück. In Halle (Saale) betreibt er einen Getränkehandel und einen Lottoladen.